# Martianas
Martianas  é uma aldeia pertencente à freguesia de  Orca, no concelho do Fundão, distrito de Castelo Branco. Segundo censo de 2011, havia 75 residentes.